# قائمة المحميات الطبيعية في الكويت
المحميات الطبيعية في دولة الكويت، يبلغ عددها 11 محمية طبيعية موزعة على مناطق مختلفة. و يرجع سبب اهتمام الكويت بالمحميات إلى طقسها الحار والجاف صيفاً، والجاف البار شتاءاً حيث تصل نسبة درجة الحرارة في شهر يوليو و أغسطس إلى 47 درجة و49 بالترتيب. و مع ندرة وشح هطول الأمطار جعل من الكويت بلد ساخن يندر فيه تواجد المسطحات الخضراء الطبيعية.
صدر قانون إنشاء مجلس حماية البيئة عام 1980 وألحق المجلس بوزارة الصحة العامة، ومن ثم تم إنشاء الهيئة العامة للبيئة وهي جهة ذات سلطة قضائية في حماية البيئة وصون مواردها، وصدر قانون رقم 21 لسنة 1995 والمعدل تحت رقم 16/96 بإنشاء هيئة عامة للبيئة، ونصت مواده على تشكيل الهيئة العامة للبيئة
والقوانين الواجب إتباعها لتنفيذ سياسة حماية البيئة.
قائمة بالمحميات الطبيعية في الكويت
- محمية صباح الأحمد الطبيعية
- محمية مبارك الكبير
- محمية أم القرين
- محمية الروضتين
- محمية الشقايا
- محمية الصليبية
- محمية العبدلية
- محمية المطلاع
- محمية المناقيش والمقوع
- محمية بركة الطيور
- محمية خليج الصليبيخات